# Stegoceras
Stegoceras là một chi khủng long pachycephalosaurid (đầu vòm) sống ở vùng Bắc Mỹ ngày nay trong thời kỳ cuối kỷ Phấn trắng, khoảng 77,5 đến 74 triệu năm trước (mya). Các mẫu vật đầu tiên từ Alberta, Canada, được mô tả vào năm 1902, và mẫu định danh Stegoceras validum được dựa trên những hài cốt này. Tên chi có nghĩa là "mái sừng" và tên cụ thể của loài có nghĩa là "mạnh". Một số loài khác đã được đặt trong chi này vào những năm gần đây, nhưng chúng đã được chuyển sang các chi khác hoặc được coi là danh pháp đồng nghĩa cơ sở. Hiện tại chỉ còn S. validum và S. novomexicanum, được đặt tên vào năm 2011 từ các hóa thạch được tìm thấy ở New Mexico. Tính chính thống của các loài sau này đang bị tranh cãi.
Stegoceras là một chi khủng long nhỏ, hai chân dài từ 2 đến 2,5 mét (6,6 đến 8,2 ft) và nặng từ 10 đến 40 kg (22 đến 88 lb). Nó có một cột sống cứng và một cái đuôi cứng. Vùng xương chậu rộng, có lẽ do ruột kéo dài. Hộp sọ có dạng hình tam giác với mõm ngắn và mái vòm dày, rộng và tương đối nhẵn ở đỉnh. Mặt sau của hộp sọ có một "mai" dày trên chẩm và nó có một gờ dày trên mắt. Phần lớn hộp sọ được trang trí bởi các lồi gò (hoặc "phần nhô ra") và các nút (hoặc "núm"), nhiều hàng và những cái to tạo thành gai nhỏ trên vùng mai. Răng nhỏ và có cạnh răng cưa. Hộp sọ được cho là bằng phẳng ở động vật chưa thành niên và dần phát triển thành một mái vòm khi lớn lên.
Ban đầu chỉ được biết đến từ các vòm sọ, Stegoceras là một trong những loài pachycephalosaurid được biết đến đầu tiên, và sự không hoàn chỉnh của những dấu tích ban đầu này đã dẫn đến nhiều giả thuyết về mối quan hệ của nhóm này. Một hộp sọ Stegoceras hoàn chỉnh với các bộ phận liên quan của bộ xương đã được tìm thấy vào năm 1924, giúp làm sáng tỏ hơn về những con vật này. Pachycephalosaurid ngày nay được nhóm với các ceratopsian mặt sừng trong nhóm Marginocephalia. Stegoceras là một loài cơ bản (hay "nguyên thủy") so với các loài pachycephalosaurid khác. Stegoceras rất có thể là động vật ăn cỏ và có lẽ nó có khứu giác tốt. Chức năng của mái vòm đã bị tranh luận và các lý thuyết cạnh tranh bao gồm sử dụng trong chiến đấu nội bộ loài (đâm đầu hoặc đâm sườn), phô trương tình dục hay nhận dạng loài. S. validum được biết đến từ thành hệ Công viên khủng long và thành hệ Oldman, trong khi S. novomexicanum đến từ Thành hệ Fruitland và thành hệ Kirtland.

## Mô tả
Stegoceras là một trong những loài pachycephalosaurid hoàn chỉnh nhất được biết đến ở Bắc Mỹ, và là một trong số ít được biết đến với bộ xương hậu sọ sau khi chết; Mẫu vật S. validum UALVP 2 là cá thể Stegoceras hoàn chỉnh nhất được biết đến từ trước đến nay. Chiều dài của nó được ước tính là khoảng 2 đến 2,5 mét (6,6 đến 8,2 ft), tương đương với kích thước của một con dê.[1][2][3] Khối lượng được ước tính là vào khoảng 10 đến 40 kg (22 đến 88 lb).[4] Stegoceras có kích thước từ nhỏ đến trung bình so với các loài pachycephalosaurid khác.[5] S. novomexicanum dường như nhỏ hơn S. validum, nhưng vẫn còn tranh cãi liệu các mẫu vật đã biết (hộp sọ không hoàn chỉnh) là con trưởng thành hay con non.[6][7]
Cột sống của Stegoceras không được biết đến đầy đủ. Sự khớp nối giữa các mỏm khớp của đốt sống lưng liên tiếp dường như đã ngăn cản sự di chuyển ngang của cột sống, khiến nó cứng chắc và được củng cố thêm bởi các gân cơ.[5] Mặc dù các đốt sống cổ chưa được khai quật, nhưng các lồi cầu xương chẩm hướng xuống (khớp với đốt sống cổ thứ nhất) chỉ ra rằng cổ được giữ trong tư thế cong, như hình chữ "S" - hoặc "U" giống hầu hết các loài khủng long. Dựa vào vị trí của chúng trong pachycephalosaurid Homalocephale, các gân cứng được tìm thấy trong mẫu UALVP 2 sẽ tạo thành một "giỏ đuôi" phức tạp, bao gồm các hàng song song, với các cực của mỗi gân sẽ gắn liên tiếp với cái ở gân tiếp theo. Các cấu trúc như vậy được gọi là myorhabdoi, và mặt khác chỉ được biết đến trong phân thứ lớp Cá xương thật; đặc điểm này độc nhất đối với pachycephalosaurid trong số các động vật tetrapod và chức năng dùng làm cứng đuôi. [9]
Xương bả vai dài hơn xương cánh tay; lưỡi bả vai của nó mảnh khảnh và hẹp, hơi xoắn, theo đường viền của xương sườn. Bả vai không mở rộng ở đầu trên nhưng rộng ở phần dưới. Xương quạ rất mỏng và giống hình tấm. Các xương cánh tay có trục mảnh khảnh, hơi xoắn dọc theo chiều dài của nó, và hơi chúc xuống. Các mỏm deltopectoral (nơi gắn cơ deltoid và cơ ngực) yếu. Phần cuối của xương khuỷu tay mở rộng, và các gờ kéo dài dọc theo trục. Xương quay chắc chăn hơn xương khuỷu, không phổ biến trong các loài khủng long. Khi nhìn từ trên cao, đài chậu rất rộng đối với một con khủng long hai chân, và trở nên rộng hơn về phía phần sau. Độ rộng của vùng xương chậu có thể là thích nghi cho một cái ruột dài hơn. Cánh chậu kéo dài và đốt háng dài và mảnh. Mặc dù xương mu chưa được tìm thấy, nhưng nó cũng có thể đã giảm kích thước như của Homalocephale. Xương đùi thon và cong vào phía trong, xương chày thon và xoắn, xương mác thon và rộng ở phần trên. Khối xương bàn chân thu hẹp lại, và một xương móng duy nhất của ngón chân khá mảnh khảnh và hơi cong.[5] Mặc dù các chi vận động của Stegoceras chưa có, nhưng chúng có thể có dạng giống các pachycephalosaurid gồm bàn tay năm ngón và chân bốn ngón.[10]

### Sọ và răng
Hộp sọ của Stegoceras gần như hình tam giác khi nhìn từ bên cạnh, với mõm tương đối ngắn. Xương trán và xương đính rất dày và tạo thành một vòm cao. Đường chỉ giữa hai xương này đã bị phá hủy (chỉ nhìn thấy mờ nhạt trong một số mẫu vật) và chúng được gọi chung là "frontoparietal" (trán-đính). Mái vòm trans đính rộng và có bề mặt tương đối nhẵn, chỉ có các mặt bên rất nhăn. Nó hẹp ở trên và giữa hốc mắt. Trán đính hẹp lại ở phía sau, bị nêm vào giữa các xương vảy và kết thúc ở một vết lõm phía trên chẩm phía sau hộp sọ. Các xương đính và vảy tạo thành một kệ dày trên chẩm gọi là kệ parietosquamosal (đính-vảy), có tiết diện khác nhau giữa các mẫu vật. Xương vảy lớn, không thuộc một phần của mái vòm, và phần phía nhô lên. Nó được trang trí bởi các lồi gò (hoặc các nốt tròn) và một hàng núm kéo dài dọc theo các gờ trên, kết thúc với các sừng nhỏ ở mỗi bên ở phía sau hộp sọ. Một hàng nốt nhỏ bên trong chạy song song với mấy cái lớn hơn. Ngoại trừ bề mặt trên của mái vòm, phần lớn hộp sọ mang các núm, phần nhiều sắp xếp theo hàng.[5]
Hốc mắt lớn có hình dạng như một hình elip không hoàn hảo (với trục dài nhất từ trước ra sau), và quay mặt sang một bên, hơi hướng về phía trước. Cửa sổ dưới thái dương (lỗ mở) phía sau mắt hẹp và dốc về phía sau, và cửa sổ trên thái dương phía trên hộp sọ bị giảm kích thước rất nhiều, do sự dày lên của phần trán-đính. Basicranium (thềm của hộp sọ) bị thu ngắn và cách xa khu vực bên dưới hốc mắt và xung quanh vòm miệng. Chẩm nghiêng về phía sau và xuống, và lồi cầu xương chẩm bị lệch theo cùng một hướng. Xương lệ tạo thành rìa phía trước thấp hơn của hốc mắt và bề mặt của nó có các hàng trang trí giống như núm. Xương trước trán và xương mí mắt đã được hợp nhất và tạo thành một gờ dày trên quỹ đạo. Xương má tương đối lớn tạo thành rìa dưới của hốc mắt, kéo dài về phía trước và xuống về phía khớp hàm. Nó mang những đường vân và núm, bố trí kiểu tỏa ra ngoài.[5]
Các lỗ mũi lớn và hướng về phía trước. Xương mũi dày, rất nhăn, và lồi. Nó tạo thành một khiên trên đỉnh giữa của hộp sọ cùng với xương trán. Mặt trước thấp của xương tiền hàm trên nhăn nheo và dày lên. Một lỗ nhỏ hiện diện ở đường chỉ giữa cặp mảnh tiền hàm trên, chạy vào khoang mũi và có thể đã kết nối với cơ quan Jacobson (một cơ quan cảm nhận khứu giác). Xương hàm trên ngắn và sâu, và có thể chứa một xoang. Hàm trên có một loạt các lỗ mở tương ứng với từng vị trí răng ở đó, và chúng có chức năng là nơi để răng thay thế mọc lên. Xương hàm dưới nối với hộp sọ bên dưới mặt sau của hốc mắt. Phần mang răng của hàm dưới dài, với phần phía sau khá ngắn. Mặc dù không được bảo tồn, sự hiện diện của xương tiền nha được suy ra bởi các dấu vết ở phía trước hàm dưới.[5] Giống như các loài pachycephalosaurid khác, nó sẽ có một cái mỏ nhỏ.[10]
Stegoceras có răng tạp nha (có nhiều răng biệt hóa khác nhau) và thecodont (răng đặt trong chân răng). Nó có các hàng răng tương đối nhỏ và các hàng không tạo thành một cạnh cắt thẳng. Các răng được đặt xiên dọc theo chiều dài của hàm và chồng lên nhau một chút từ trước ra sau. Ở mỗi bên, mẫu vật đầy đủ nhất (UALVP 2) có ba răng ở mảnh tiền hàm trên, mười sáu ở hàm trên (cả hai phần của hàm trên) và mười bảy ở xương răng hàm dưới. Các răng trong xương tiền hàm trên tách ra từ những cái phía sau trong xương hàm trên bởi một khe ngắn, và hai hàng trong mảnh tiền hàm trên được phân tách bằng một kẽ hở không răng ở phía trước. Răng ở phần trước của hàm trên và trước hàm dưới tương tự nhau; những cái này có thân răng cao hơn, nhọn hơn và thu lại, và có "gót chân" ở phía sau. Các răng trước hàm dưới lớn hơn các cái hàm trên. Các cạnh trước của vòng đỉnh răng có tám cạnh cưa, và cạnh sau có chín đến mười một cạnh cưa. Các răng ở phía sau của hàm trên và hàm dưới có hình tam giác ở mặt bên và bị nén ở mặt trước. Chúng có rễ dài hình bầu dục theo mặt cát tiết diện, và vòng đỉnh răng có một núm nhô ở gốc của chúng. Các răng ở đây đã bị nén và hướng về phía trên của thân răng. Cả mặt ngoài lẫn mặt trong của thân răng đều có men răng và cả hai mặt có gờ phân cách. Mỗi cạnh có khoảng bảy hoặc tám cạnh cưa, phần trước thường có nhiều nhất. [5]